# Mauritshuis
La Galería Real de Pinturas Mauritshuis ([ˈmʌurɪtsɦœys] en español Casa de Mauricio) es un museo en La Haya (Países Bajos) famoso por albergar varias obras maestras de Rembrandt (como La lección de anatomía) y tres de las escasísimas pinturas de Vermeer, entre ellas dos mundialmente conocidas: La joven de la perla y Vista de Delft. Es uno de los museos neerlandeses más conocidos y concurridos; en 2012 recibió unas 270,000 visitas.
Debido a obras de reforma y ampliación, el museo estuvo cerrado en 2012-14, se reabrió el 27 de junio de 2014. Durante el periodo de clausura, una selección de sus obras se exhibió en otro museo de la ciudad, si bien varias de las más famosas itineraron por varios países con el fin de captar fondos.

## El edificio

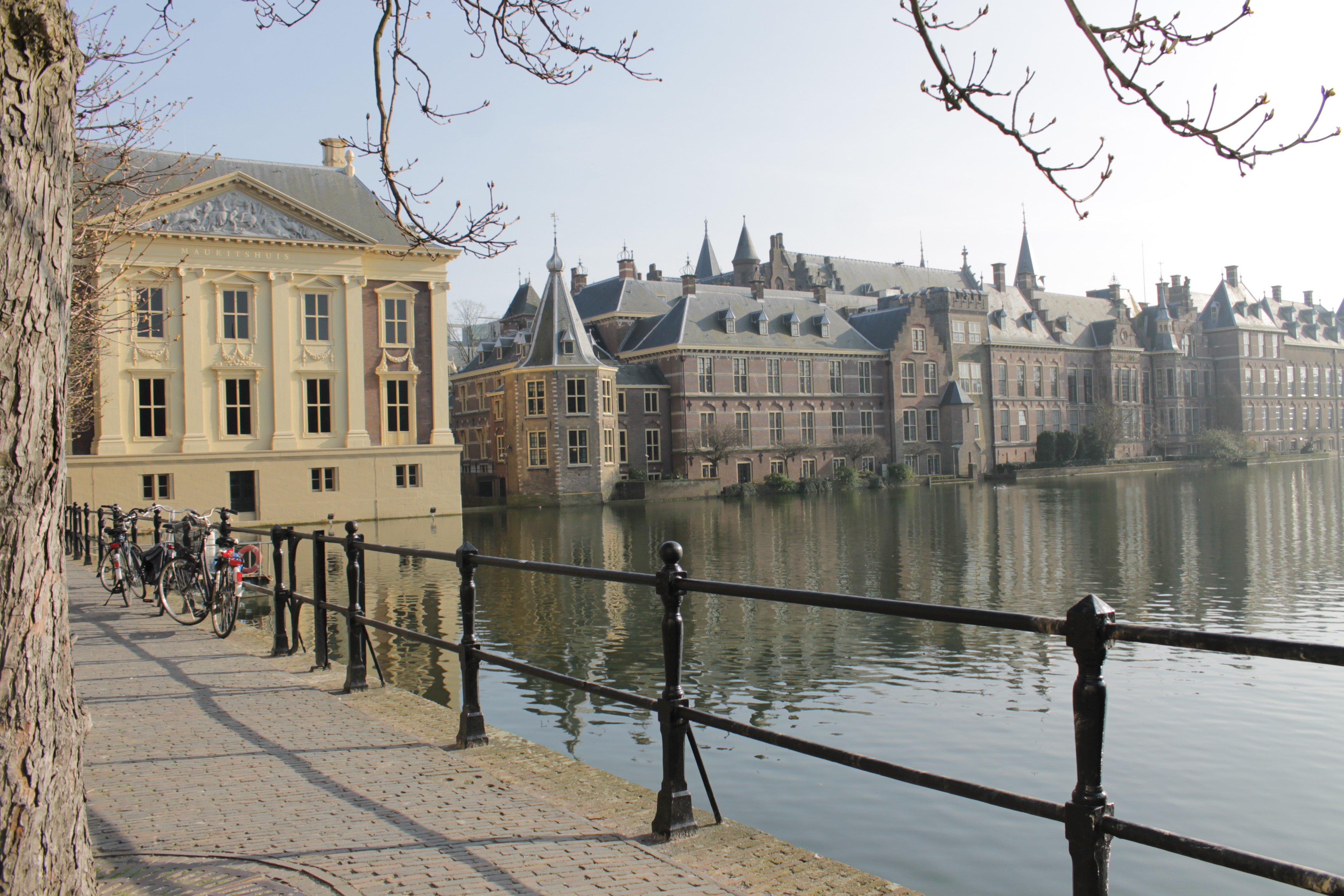
Vista posterior del Museo Mauritshuis.

El edificio se encuentra a orillas del Hofvijver cerca del parlamento de los Países Bajos, el Binnenhof. Fue construido en 1640 para el conde Juan Mauricio de Nassau (en neerlandés, Johan Maurits, 1604-1679), que era entonces gobernador del Brasil holandés, efímera posesión neerlandesa en Pernambuco. Los arquitectos del edificio fueron Jacob Van Campen y Pieter Post. Fue convertido en museo en 1822 para albergar el Gabinete Real de Pinturas. 
El Mauritshuis fue un museo de gestión estatal hasta que fue privatizado en 1995. La fundación creada entonces se hizo cargo tanto del edificio como de la colección, que se entregó en un préstamo a largo plazo. El edificio, propiedad del Estado, está alquilado por el museo.
El Mauritshuis es uno de los museos más prominentes en los Países Bajos y procura mantener su alta calidad. El museo colabora regularmente con museos destacados de otros países.

### Clausura por ampliación (2012-14)

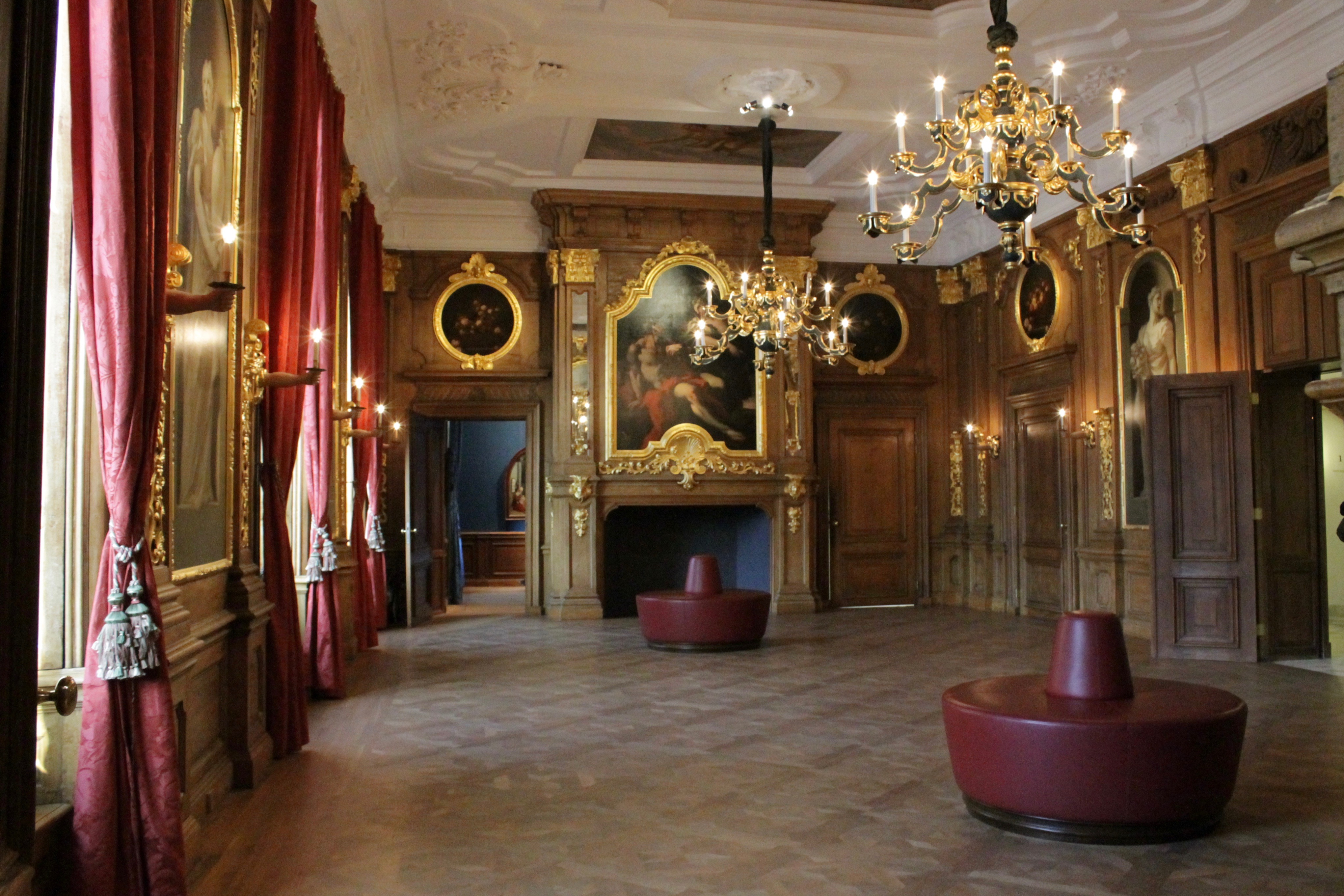
Interior del Museo Mauritshuis.

En 2012 el museo cerró las puertas para abordar un ambicioso proyecto de renovación y ampliación, con un coste aproximado de 31 millones de euros. Los salones del viejo palacio fueron remozados respetando su ambientación a la antigua; se emplearon tejidos de seda francesa para tapizar las paredes. También se restauraron unas pinturas de Giovanni Antonio Pellegrini, propias de la decoración del salón principal. Pero la intervención más sustancial fue la incorporación al museo de un edificio próximo que no se usaba; para sumarlo al conjunto museal se construyó un pasadizo subterráneo que lo conecta con el palacio original. Este segundo edificio albergará salas de exposiciones temporales, así como las oficinas y demás espacios de uso interno, necesarios para el funcionamiento ordinario de una institución moderna. El Mauritshuis ya renovado reabrió las puertas el 27 de junio de 2014.
Coincidiendo con esta clausura temporal por obras de reforma, el museo prestó La joven de la perla a Kobe, ciudad japonesa tristemente famosa por el terremoto que la asoló en enero de 1995. En 2013, dicha pintura de Vermeer y otras de Rembrandt, Frans Hals, Carel Fabritius, etc., viajaron en una muestra temporal a la Colección Frick de Nueva York, institución que en 2015 respondió generosamente prestando al Mauritshuis un grupo de 36 obras.
La muestra itinerante de la Colección Frick es el escenario del atentado que moviliza toda la trama de la novela El jilguero, de Donna Tartt, ganadora del Premio Pulitzer de Ficción 2014. Se deduce que la acción ocurre en ese museo porque la ficticia secuencia de explosiones tiene lugar el último día de la muestra itinerante de la Mauritshuis; el protagonista, Theodore Decker, escapa con vida llevándose la pintura de Fabritius que da título a la novela.

## La colección
Actualmente alberga una gran colección de arte, centrándose especialmente en pintura del siglo XVII (el siglo de oro neerlandés), con obras de autores neerlandeses famosos, como:
- Rembrandt van Rijn: Andrómeda (h. 1629), Lección de anatomía del Dr. Nicolaes Tulp (1632); Susana y los viejos (1636); Saúl y David (1650); Retrato de viejo (1667); Autorretrato (1669).
- Johannes Vermeer: Diana y sus compañeras (h. 1655), Vista de Delft (h. 1660), La joven de la perla (h. 1665).
- Jan Steen: Grupo en un interior (Tal como canta el viejo, así fuma el joven).
- Paulus Potter: El toro.
- Frans Hals: Chico sonriendo.
- Carel Fabritius: Jilguero atado.
- Cornelis van Haarlem: La matanza de los inocentes (1591).
- Jacob van Ruisdael: Vista del Castillo de Blenheim.
- Gerard de Lairesse: Aquiles descubierto.
- Gerrit Dou: La joven madre

También hay obras de:
- Hans Holbein el Joven (Retrato de dama, Retrato de Robert Cheseman con halcón).
- Los italianos Piero di Cosimo y Giovanni Antonio Pellegrini.
- Los flamencos Rogier van der Weyden (Lamentación ante Cristo muerto), Jan Gossaert (Retrato de Floris van Egmont), Rubens (El pecado original, h. 1617; Vieja y niño con candelas), Jacob Jordaens, Clara Peeters, David Teniers el Joven y Jan Brueghel el Viejo (El Jardín del Edén con el Pecado Original).
- Sorprendentemente, el Mauritshuis posee un ejemplar de Andy Warhol: Retrato de la reina Beatriz de Holanda, de 1985.

Los cuadros se presentan en pequeñas salas intimistas, que respetan la ambientación palaciega antigua: suelos de parqué, paredes tapizadas con telas de seda... La colección sigue creciendo en la actualidad; la web del museo informa de la compra de un bodegón de Clara Peeters en 2012 y un pequeño paisaje de Paul Brill en 2013. La conocida tabla Vieja y niño con candelas de Rubens, popularizada en su época por un grabado atribuido a Paulus Pontius, se compró en 2004.

## Obras famosas

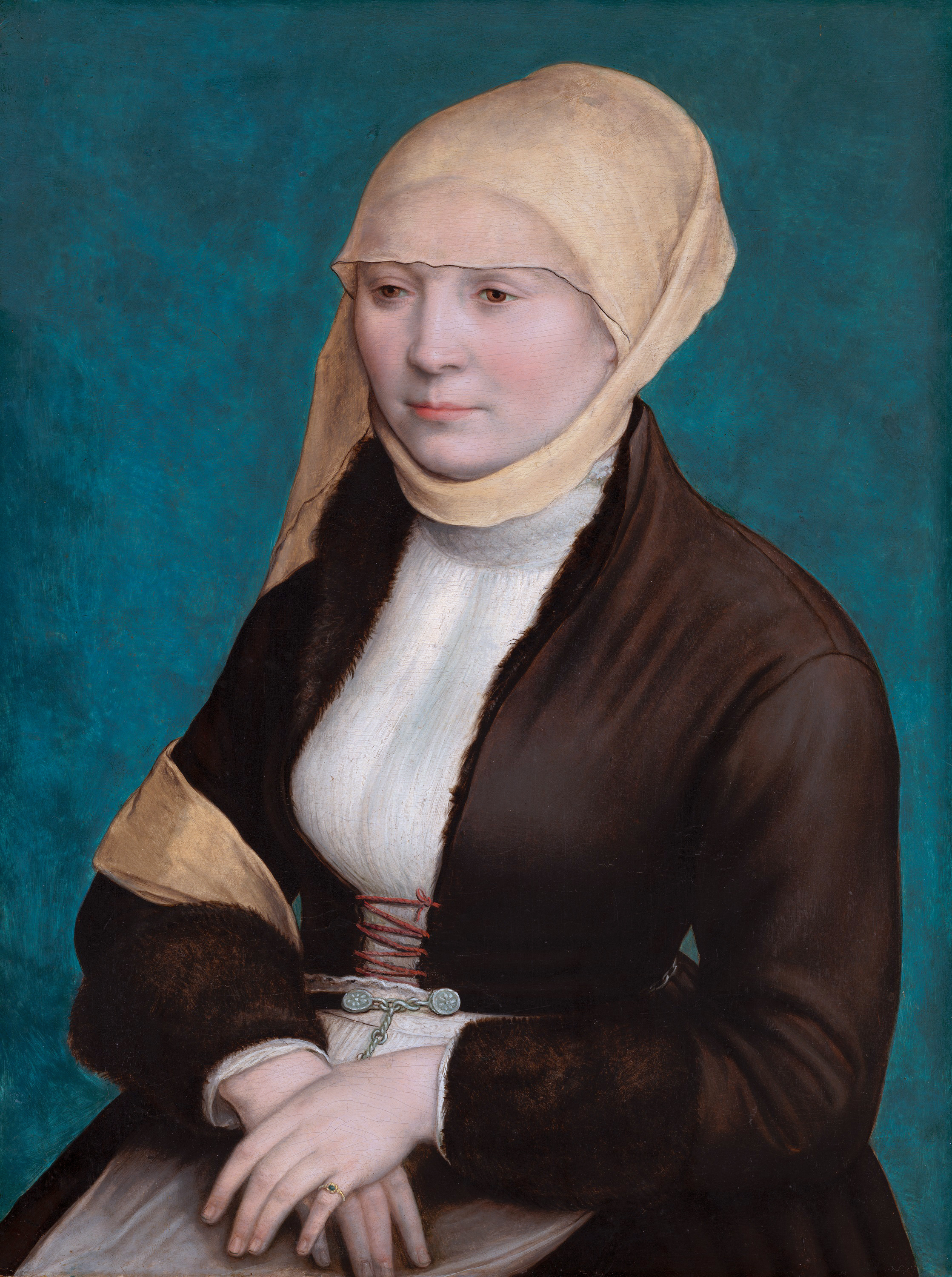
Hans Holbein el Joven Retrato de una mujer (h. 1517)
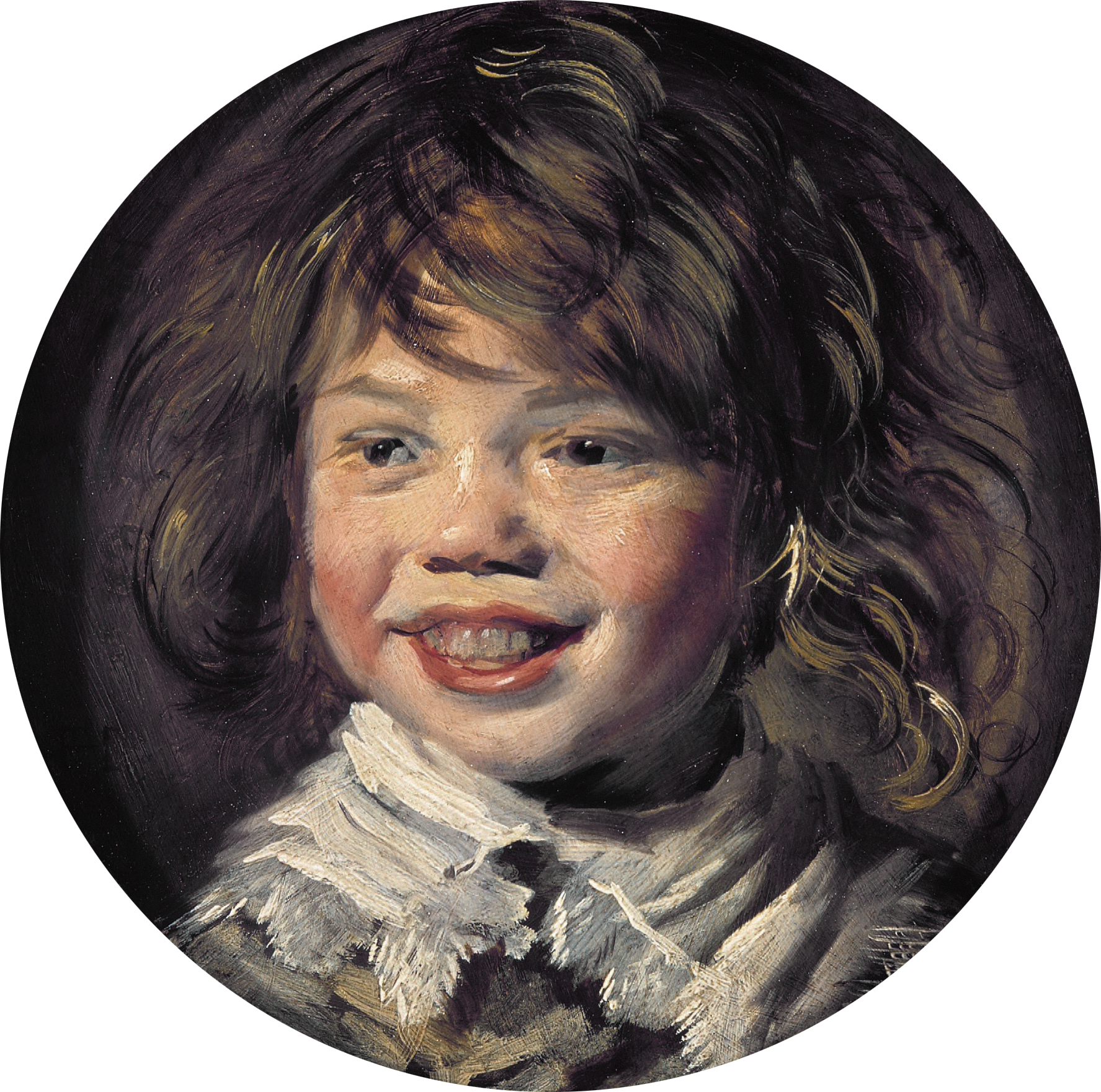
Frans Hals Chico riendo (h. 1625)
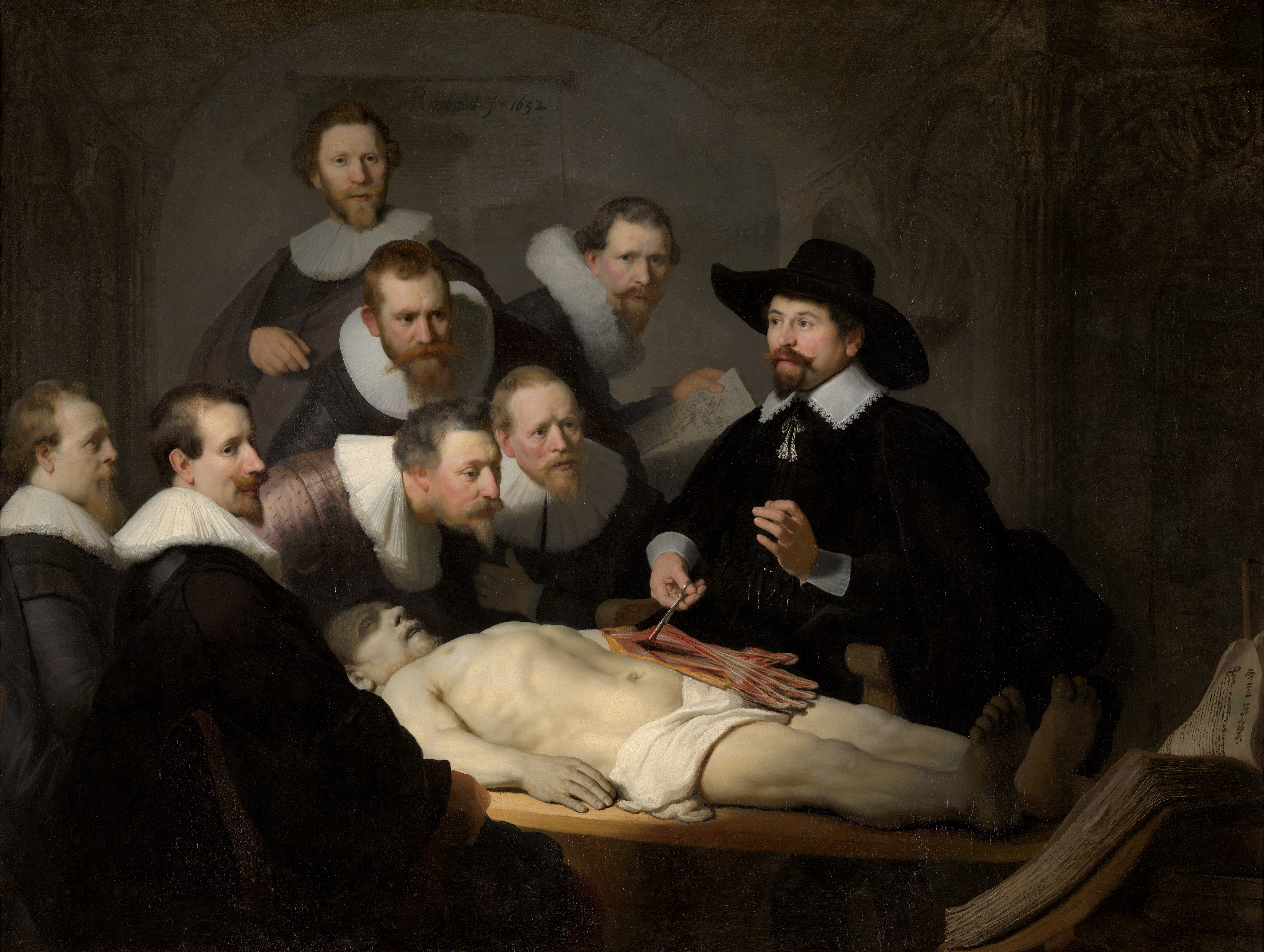
Rembrandt van Rijn Lección de anatomía del Dr. Nicolaes Tulp (h. 1632)
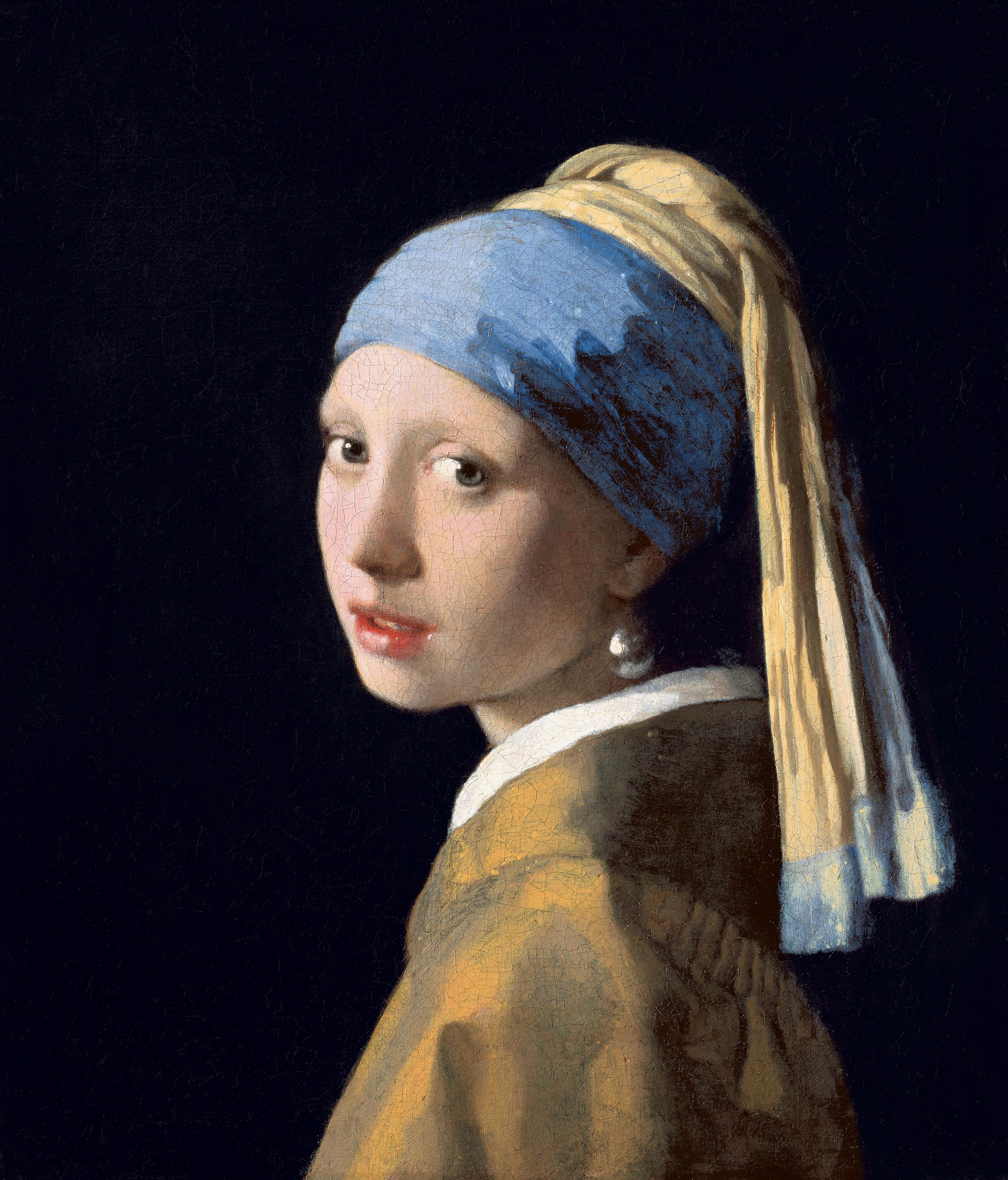
Johannes Vermeer La joven de la perla (h. 1665)
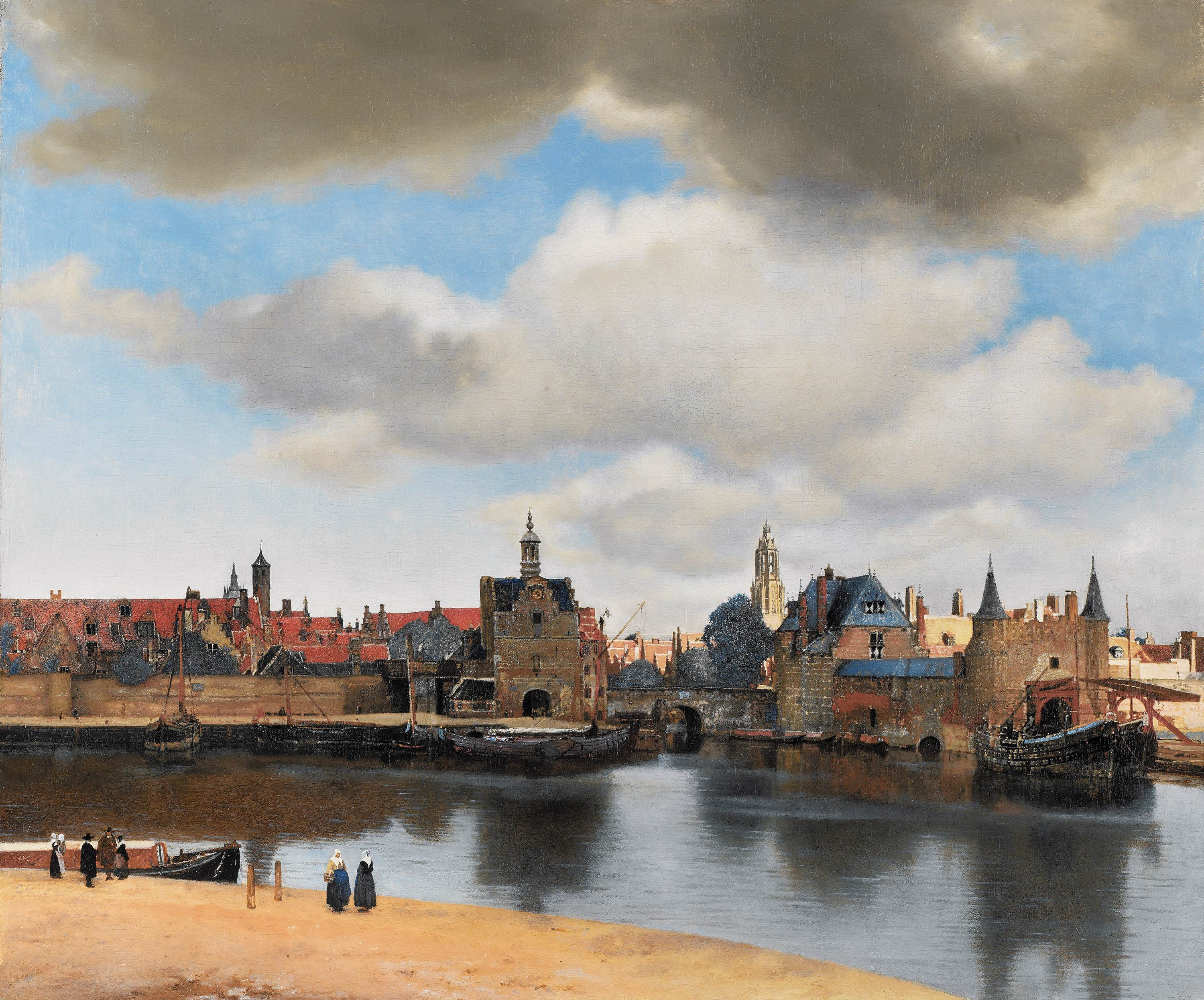
Johannes Vermeer Vista de Delft (h. 1660)